# 主計局企画課
主計局企画課（しゅけいきょくしんさか）は、日本が占領下だった時の大蔵省に設置されていた部署である。

## 概要
1945年（昭和20年）9月1日に予算及び決算関係事務の各課の所掌事務が再編され、同時に各課に置かれていた8つの班の分担も改変された。同年10月に8つの班に加え、企画班が新設される。1946年（昭和21年）9月21日に企画課を新設。従来企画班で分担していた財政・予算会計制度の調査企画事務を所掌した。1947年（昭和22年）7月2日に企画課は調査課へ改称される。